# 胡完事件
胡完事件清道光二十五年（1845年）新疆的一起冤案。胡完本名薩密斯頂，酗酒、賭博、抗欠誣告、姦拐婦女，后被当地伯克诬告为张格尔手下。

## 当地诬告
奕經等上奏，胡完就是布孜爾罕，幼時從母依隨张格尔，以其后裔自居。事隔多年仍蓄志報復，自稱和卓煽动动乱，案情重大。胡完手下要犯阿瓦斯、阿布都色邁提，據報中槍落水。其中阿瓦斯首級已被找到，阿布都色邁提屍身未獲。提拉等逃亡浩罕之阿賴一帶。道光帝闻讯后下令將胡完及現在已被捕獲的其余犯人一併解赴伊犁。交布彥泰、舒興阿嚴審。对于死亡犯人要詳細查明死亡是否屬實，对于头颅要辨认清楚。对有功人员加以奖励。对逃犯要加强边界检查。

## 审查
布彥泰等上奏胡完等供詞與原卷不相符。烏舒爾所供與原訊供詞也不符。道光帝令布彥泰、舒興阿迅速詳查。將奕經、賽什雅勒泰，一併解任歸案審辦。后因布彥泰已任陝甘總督。特降旨交薩迎阿审理。據奏稱胡完本名薩密斯頂，並非布孜爾罕。奕經等審辦此案，任聽伯克誣告，刑讯逼供。

## 处理
奕經革職。發往黑龍江充當苦差。齋清額以專城大臣審轉不實，一併革職。發往伊犁充當苦差。賽什雅勒泰隨同會奏，並未深究案情，降三級留任。不准抵銷。英吉沙爾回務筆帖式富德渾，刑讯逼供，且於邁瑪特等捏添供詞並不深究。革職從重發往乌鲁木齐充當苦差。葉爾羌回務章京西林泰、喀什噶爾回務章京和德那，委派會審，均未能審出實情。将二人革職。換防參將蘇芳阿、遊擊馬忠良，雖是武職不諳例案。但是重案未能隨同詳審。一併革職。毋庸交部覈議。胡完虽没有谋逆但酗酒賭博抗欠誣告及姦拐婦女等，定地充軍。布彥泰平反冤獄，加恩交部從優議敘。薩迎阿承審此案一同表彰交部議敘。